# Tipula pseudacanthophora
Tipula pseudacanthophora är en tvåvingeart som beskrevs av Yang 1993. Tipula pseudacanthophora ingår i släktet Tipula och familjen storharkrankar. Inga underarter finns listade i Catalogue of Life.